# Thamnomys
Thamnomys (Thomas, 1907) è un genere di Roditori della famiglia dei Muridi.

## Descrizione

### Dimensioni
Al genere Thamnomys appartengono roditori di piccole dimensioni, con lunghezza della testa e del corpo tra 125 e 156 mm, la lunghezza della coda tra 160 e 215 mm e un peso fino a 66 g.

### Caratteristiche craniche e dentarie
Il cranio ha un rostro lungo e una scatola cranica ampia. Le creste sopra-orbitali sono robuste. La bolla timpanica è di medie dimensioni.

Sono caratterizzati dalla seguente formula dentaria:

### Aspetto
La pelliccia è lunga e soffice, in alcuni individui è crespa. I piedi sono corti e larghi, adattati alla vita arboricola. Il quinto dito è lungo quasi quanto il secondo. Le dita sono generalmente corte, l'alluce è relativamente lungo, munito di un artiglio e non pienamente opponibile. La coda è più lunga della testa e del corpo, ricoperta fittamente di peli e con un ciuffo terminale. Le femmine hanno due paia di mammelle inguinali.

## Distribuzione
Questo genere è diffuso nell'Africa centrale.

## Tassonomia
Il genere comprende 3 specie:
- Thamnomys kempi
- Thamnomys major
- Thamnomys venustus